# Johann Michael Bach III
Johann Michael Bach (Struth, 1745. november 9. – Elberfeld, 1820. június 13.) német zeneszerző, a Bach család tagja. Nevezik tanni, elberfelderi vagy schmalkaldeni Bachnak is. A rokonsága a család wechmai ágával, amely Johan Sebastian Bachtól ered, nem teljesen tisztázott.

## Élete
Hollandiában és (valószínűleg) Angliában tett utazásokat, majd Tannban tevékenykedett kántorként. Göttingenben és Lipcsében tanult, pár évig Güstrowban telepedett le ügyvédként. 1785-ben visszatért Tannba, és ismét kántorként dolgozott. 1795-ben Bázelbe ment, élete utolsó éveit Elberfeldben, a mai Wuppertal város részében töltötte.

## Munkái
- hat csembalóverseny,
- egyházi és világi kantáták,
- Schweizer Naturszenen dalgyűjtemény
- A számozott basszus tanítása

## Fordítás
- Ez a szócikk részben vagy egészben  a   Johann Michael Bach III című német Wikipédia-szócikk ezen változatának fordításán alapul.  Az eredeti cikk szerkesztőit annak laptörténete sorolja fel. Ez a jelzés csupán a megfogalmazás eredetét és a szerzői jogokat jelzi, nem szolgál a cikkben szereplő információk forrásmegjelöléseként.